# Bricolaj
Bricolajul reprezintă o reparație provizorie sau un retuș. Termenul se folosește pentru a desemna construirea, modificarea sau repararea unui lucru fără ajutor din partea unui expert sau a unui profesionist.
Prima referire la bricolaj apare într-o istorie a artei care se referă la lucrurile realizate manual la sfârșitul secolului al XIX-lea.
Subculturile moderne au preluat apoi acest sistem ca pe o revoltă împotriva globalizării și industrializării.
Exprimarea „Do it yourself” a fost folosită pentru prima oară în 1950 și promova exact conceptul cunoscut astăzi, posibilitatea ca oamenii să apeleze la prefabricate pe care apoi să le folosească în locuință în diverse scopuri, în locul obiectelor și articolelor furnizate deja finalizate.

## Bricolajul în România
În anul 2011, în România existau aproximativ 100 de magazine de bricolaj
iar în anul 2014, numărul acestora ajunsese la aproximativ 120.
Piața de bricolaj în România, pe ani:
- 2005: 700 milioane euro [4]
- 2007: 1,5 miliarde euro [4]
- 2008: 2,8 miliarde euro [5]
- 2009: 2,1 miliarde euro [5]